# Elaine de Kooning

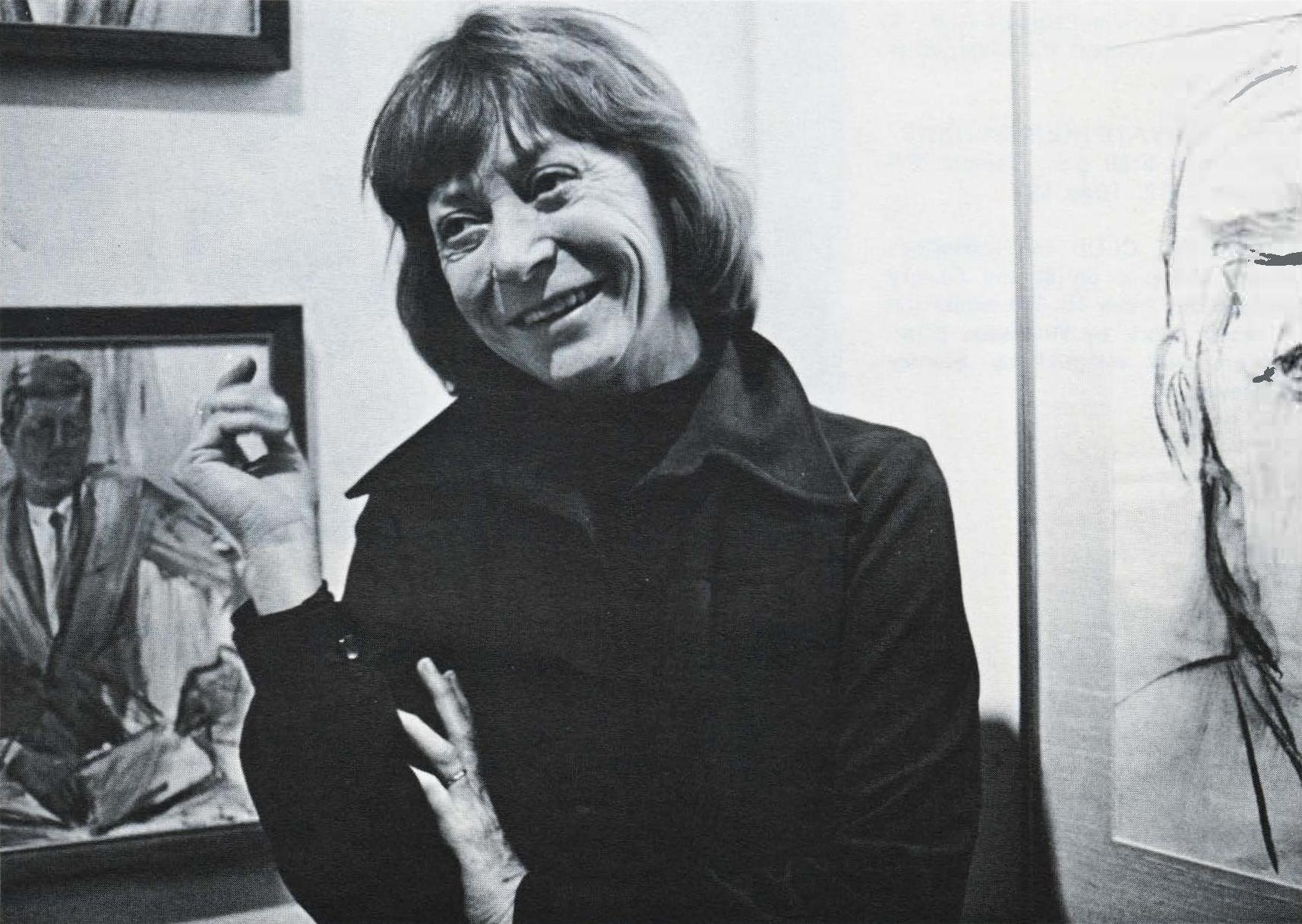
Elaine de Kooning

Elaine Marie Catherine de Kooning (geboren als Elaine Marie Catherine Fried, New York, 12 maart 1918 - Southampton (New York), 1 februari 1989) was een Amerikaanse abstract expressionistische schilder na de Tweede Wereldoorlog. Ze schreef uitgebreid over de kunst van die periode en was redacteur van het tijdschrift Art News. Ze was de bedenker van de term abstract impressionisme. Haar man was de abstract expressionistische schilder Willem de Kooning.

## Leven
Elaine de Kooning werd geboren als Elaine Marie Catherine Fried in 1918 in de New Yorkse wijk Flatbush. Al op jonge leeftijd was zij geïnteresseerd in tekenen en kunst. Ze studeerde korte tijd wiskunde aan het Hunter College in New York, waar ze bevriend raakte met een groep abstracte en sociaal-realistische schilders. In 1937 ging ze studeren aan de American Artists School in New York.
In 1943 trouwde ze met kunstenaar Willem de Kooning. Het was een turbulent open huwelijk; lange periodes leefden Willem en Elaine gescheiden van elkaar. Naast haar eigen werk als schilder, zette ze zich in om erkenning te krijgen voor het werk van haar man. Hoewel ze haar eigen werk heel serieus nam, was ze zich er terdege van bewust dat het vaak werd overschaduwd door de roem van haar man. Ondanks dit effect op haar eigen carrière, bleef Elaine haar man promoten. In de laatste jaren verzorgde Elaine de Kooning haar man Willem, die leed aan de ziekte van Alzheimer.
Elaine De Kooning stierf op 1 februari 1989 in Southampton in de staat New York, een jaar nadat een long was verwijderd vanwege longkanker.

## Carrière
Elaine de Kooning was een ervaren landschaps- en portretkunstenaar die actief was in de abstract expressionistische beweging van het midden van de twintigste eeuw. Ze was medeoprichter en lid van de Eighth Street Club (the Club) in New York. Onder deze groep kunstenaars bevonden zich Willem de Kooning, Jimmy Rosati, Giorgio Spaventi, Milton Resnick, Pat Passlof, Earl Kerkam, Ludwig Sander, Angelo Ippolito, Franz Kline, Clyfford Still en Hans Hofmann. Een lidmaatschap was voor een vrouw in die tijd zeldzaam.
In 1949 exposeerden Willem en Elaine de Kooning in de duo-expositie ‘Artists, man and wife’. Samen met onder meer Lee Krashner, Joan Mitchell, Franz Kline en Barnett Newman exposeerde ze in de expositie the 9th Street Show die nu als historische wordt gezien, waar de deelnemende kunstenaars naam voor zichzelf maakten. In april 1954 presenteerde Elaine haar eerste solotentoonstelling in de Stable Gallery.
Vrouwen werden vaak gemarginaliseerd in de abstract expressionistische beweging en fungeerden als objecten en accessoires om de mannelijkheid van hun mannelijke tegenhangers te bevestigen. Zelf zag Elaine de Kooning zich als kunstenaar. Om die reden koos ze ervoor om haar kunstwerken te signeren met haar initialen in plaats van haar volledige naam, om te voorkomen dat haar schilderijen als vrouwelijk werden bestempeld in een traditioneel mannelijke beweging, en om niet te worden verward met haar man Willem de Kooning. Ze zei hierover: 'Wij zijn kunstenaars die toevallig vrouwen of mannen zijn, naast allerlei andere dingen zoals lang, kort, blond, donker, gespierd, slank, zwart, Spaans, Duits, Iers, opvliegend, gemakkelijk in de omgang. Allemaal zaken die op geen enkele manier relevant zijn voor het feit dat we kunstenaar zijn.’
Elaine de Kooning maakte ook deel uit van de New York School die volgde uit de expositie the 9th street show, waarbij ook haar man Willem de Kooning, Grace Hartigan, Joan Mitchell, Lee Krasner en Jackson Pollock hoorden.
In de Verenigde Staten behoort zij tot de meest gewaardeerde en succesvolste vrouwen-kunstenaars van de vorige eeuw. Het werk van De Kooning is te zien geweest in solo- en groepstentoonstellingen, in commerciële kunstgalerijen en kunstmusea. Het werk van de kunstenaar kreeg postuum steeds meer lovende kritieken, wat resulteerde in tentoonstellingen zoals de grote tentoonstelling "Elaine De Kooning: Portraits", georganiseerd door de National Portrait Gallery in 2015 in Washington, DC en de tentoonstelling Women of Abstract Expressionism in het Denver Art Museum in 2016.

## Kunst
Elaine de Kooning maakte zowel abstracte als figuratieve schilderijen en tekeningen. Haar werk werd beïnvloed door de kunstenaars Willem de Kooning en Arshile Gorky, kunstenaars die zowel abstract als figuratief werkten. Haar vroegere werk omvatte aquarellen, stadsgezichten, portretten en stillevens. Ze was geïnteresseerd in lichtval en beweging. Ze maakte onder meer schilderijen van expressieve bewegingen van dansende mensen. In de jaren 70 reisde naar Parijs. Geïnspireerd op de lichtval op het standbeeld Le Triomphe de Silène in de Jardin du Luxembourg in Parijs, maakte ze gedurende haar leven 50 aquarellen van het beeld. In 1963 kreeg De Kooning de opdracht van het Witte Huis om portretten van president John F. Kennedy en Harry S. Truman te maken.
Later in haar carrière versmolten in haar werk abstractie en mythologie, primitieve beelden en realisme. Elaine de Kooning is bekend om het vervlechten van abstract expressionisme met portretkunst. Toen haar werd gevraagd naar haar stijl, zei ze: ''I always say I'm an escape artist. Style is something I've always tried to avoid. I'm more interested in character. Character comes out of the work. Style is applied or imposed on it.'' (Ik ben meer geïnteresseerd in karakter dan in stijl. Karakter komt uit het werk. Stijl wordt toegepast of opgelegd aan het werk. Stijl kan een gevangenis zijn).

## Cave Walls
In 1983 bezocht Elaine de paleolithische grotschilderingen van Lascaux in Frankrijk en Altamira in Spanje. In de paleolithische kunst vond ze de wortels van het abstract expressionisme. Ze besefte dat de geologische formaties en texturen van de grotmuur in de Pyreneeën dezelfde improvisatieprocessen en spontane techniek hebben als de abstract expressionistische kunst. Ze gaven haar de bevestiging van haar eigen manier van werken. Geïnspireerd door dit inzicht maakte ze een serie schilderijen met de titel Cave Walls. De serie schilderijen werd in november 1988, drie maanden voor haar dood, getoond.

## Werk in openbare collecties
Werken van Elaine De Kooning zijn onder meer in het bezit van het Museum Of Modern Art (MOMA) en het Guggenheim Museum in New York.